# マザーグースの秘密の館
『マザーグースの秘密の館』（マザーグースのひみつのやかた）は、QuinRoseより2011年6月23日に発売されたPlayStation Portable用ゲーム。11月17日に『マザーグースの秘密の館 〜BLUE LABEL〜』が発売された。

## 概要
イギリスの伝承童謡マザーグースを題材にしたクイズ形式の恋愛アドベンチャーゲーム。日本語と解説朗読、ネイティブによる英語の朗読が音声に使用されている。朗読パートのスチルは原画家複数名により挿絵が提供されている。本の中に誘われた主人公は朗読を聴いてマザーグースに関する問いに答え登場人物と恋をすると元の世界に戻ることができる。
本作は乙女ゲームだが、「マザーグースの秘密の館 〜BLUE LABEL〜」ではQuinRoseとしては初の男主人公視点で展開されている。

## 登場人物
エリカ＝フルール
幼い頃に読んでいたマザーグースの世界にトリップしてしまう。
アーサー＝リンドグレン
声 - 櫻井孝宏

ツェザーリ＝フリッチ
声 - 森川智之

エリック＝バレル
声 - 鳥海浩輔

バッカス＝ムーア
声 - 諏訪部順一

ヴィンセント＝ノーブル
声 - 安元洋貴

### マザーグースの秘密の館 〜BLUE LABEL〜の登場人物
ルーク＝ドイル
昔、母に読み聞かせてもらった絵本の世界にトリップ。
シャーロット＝リヴィングストン
声 - 釘宮理恵

セシル＝グレイス
声 - 伊藤かな恵

エミリー＝ノールズ
声 - 花澤香菜

アンジェリカ＝フロックハート
声 - 豊崎愛生

ヴィオラ＝ミンツ
声 - 田村ゆかり

## スタッフ
- 翻訳・執筆・監修 - 藤野紀男
- イラスト - 山本二三・藤丸豆ノ介・沖津志明・白浜鴎・ハモンド華麗・赤木俊介・海鵜げそ・24
  - BLUE LABEL版 - 山本二三・日向あずり・藤丸豆ノ介・白浜鴎・ハモンド華麗・野田仁美・鳥越タクミ・duca・赤木俊介・海鵜げそ・しきみ・ミルサ・あま乃やえ
- 英語朗読 - セイン・カミュ・アンマリー・ウォーカー

## 商品
- マザーグースの秘密の館･イメージCD （QuinRose~クインロゼ~）
- マザーグースの秘密の館 アンソロジー（エンターブレイン）
- マザーグースの秘密の館 公式ビジュアルファンブック（エンターブレイン）